# Lernaeidae
Lernaeidae – rodzina pasożytniczych widłonogów z rzędu Cyclopoida powodujących u ryb chorobę lerneozę. Ich budowa ciała wykazują skrajne przystosowanie do pasożytniczego trybu życia. Charakteryzuje się workowatym lub cewkowatym kształtem. Ciało jest pozbawione właściwej segmentacji. Czułki I pary nitkowate. Czułki II pary przekształcone w narządy czepne. Odnóża tułowia występują w formie szczątkowej. Koniec ciała przekształcony w aparat czepny. Te zmiany budowy anatomicznej ciała dotyczą samic. Samce prowadzą wolnożyjący tryb życia. Jednocześnie w dużym stopniu zachowują budowę typowa dla widłonogów. W rozwoju tego pasożyta występują larwy: nauplius, kopepodit.
Przedstawicielami tej rodziny są:
- Rodzaj Lernaea - obejmuje ponad 45 gatunków[potrzebny przypis]
  - Lernaea cyprinacea – samica długości 9–22 mm. Pasożyt głównie karasi (Carassius carassius) i karasi srebrzystych (Carassius auratus)
  - Lernaea esocina – samica długości 10–13,5 mm. Pasożytuje na wielu gatunkach ryb słodkowodnych, szczególnie narażone na inwazję są: szczupak (Esox lucius), okoń (Perca fluvitalis), sandacz (Lucioperca lucioperca), jazgarz (Gymnocephalus cernuus)
  - Lernaea elegans – samica długości 8–10 mm. Pasożyt skóry ryb karpiowatych.